# Oleg Lyashko
Oleg Lyashko (Олег Ляшко), (ur. 13 października 1982) – uzbecki pływak, uczestnik igrzysk olimpijskich w Atenach.

## Występy na igrzyskach olimpijskich
Oleg Lyashko do tej pory występował tylko raz na igrzyskach olimpijskich w 2004 r. w Atenach. Rywalizował w zawodach pływackich na dystansie 100 m stylem motylkowym. Uzyskał drugi rezultat w swoim biegu eliminacyjnym z czasem 55,90 s, jednakże czas ten nie pozwolił mu na zakwalifikowanie się do dalszej rywalizacji. Łącznie został sklasyfikowany na 46 miejscu.